# Trochosodon mosaicus
Trochosodon mosaicus är en mossdjursart som beskrevs av Gordon 1989. Trochosodon mosaicus ingår i släktet Trochosodon och familjen Biporidae. Inga underarter finns listade i Catalogue of Life.